# Đầu tư gián tiếp nước ngoài
Đầu tư gián tiếp nước ngoài (thường được viết tắt là FPI | Foreign Portfolio Investment) là hình thức đầu tư gián tiếp xuyên biên giới. Nó chỉ các hoạt động mua tài sản tài chính nước ngoài nhằm kiếm lời. Hình thức đầu tư này không kèm theo việc tham gia vào các hoạt động quản lý và nghiệp vụ của doanh nghiệp giống như trong hình thức Đầu tư trực tiếp nước ngoài.

## Những tác động tích cực của FPI
- Góp phần làm tăng nguồn vốn trên thị trường vốn nội địa và làm giảm chi phí vốn thông qua việc đa dạng hoá rủi ro.
- Thúc đẩy sự phát triển của hệ thống tài chính nội địa.
- Thúc đẩy cải cách thể chế và nâng cao kỷ luật đối với các chính sách của chính phủ.

## Những tác động tiêu cực của FPI
- Nếu dòng FPI vào tăng mạnh, thì nền kinh tế tiếp nhận dễ rơi vào tình trạng phát triển quá nóng (bong bóng), nhất là các thị trường tài sản tài chính của nó.
- Vốn FPI có đặc điểm là di chuyển (vào và ra) rất nhanh, nên nó sẽ khiến cho hệ thống tài chính trong nước dễ bị tổn thương và rơi vào khủng hoảng tài chính một khi gặp phải các cú sốc từ bên trong cũng như bên ngoài nền kinh tế.
- FPI làm giảm tính độc lập của chính sách tiền tệ và tỷ giá hối đoái.